# 三觉镇
三觉镇，是中华人民共和国安徽省六安市寿县下辖的一个乡镇级行政单位。

## 行政区划
三觉镇下辖以下地区：
三觉民族街道社区、余集街道社区、冯楼村、丁岗村、顾岗村、张墩村、庙桥村、魏荒村、董埠村、桥湾村、魏楼村、张岗村、六冲村和陈岗村。